# Льодовиковий період 2: Глобальне потепління
«Льодовиковий період 2: Глобальне потепління» (англ. Ice Age: The Meltdown), або «Льодовиковий період 2» — анімаційний фільм 2006 року, створений студією Blue Sky Studios для кінокомпанії 20th Century Fox. Продовження мультфільму «Льодовиковий період» (2002). 2009 року отримав продовження у вигляді мультфільму «Льодовиковий період 3: Ера динозаврів». 

## Сюжет
Мамут Менні, лінивець Сід і шаблезубий тигр Дієго продовжують свою подорож. Дізнавшись про те, що на їх землях настає потепління і вони можуть всі потонути, тварини направляються до корабля. Окремо від них своїм життям живе шаблезуба білка Скрет. Не підозрюючи про те, що насувається екологічна загроза, Скрет продовжує ганятися за своїм жолудем.
Від наступу потепління розтає льодовик з двома морськими доісторичними ящерами — Крітейшесом та Мейлстромом, які почали незабаром полювати на головних героїв. Менні дуже переживає від думок про те, що він останній мамут на Землі, поки він не зустрічає самицю мамута Еллі, яка вважає, що вона, як і її брати Креш і Едді, є опосумом. Незабаром вони проходять по тонкому льодовику, де на них нападають морські ящери, і з'ясовується, що Дієго боїться води. Незабаром Еллі розуміє, що вона мамут, але Менні її сильно ображає, і вона постійно з ним сперечається. Вночі Сід розпалює багаття, чим привертає увагу лінивців. До того часу Сід вважав, що його не приймають за члена зграї, але сталося так, що лінивці почали поклонятися йому, і потім як ритуал кидають його в лаву, і лише дивом йому вдається вижити. Він розповідає все друзям, але ті вважають, що йому все це наснилося. Незабаром вони потрапляють на плато з гейзерами, і Еллі вирішує йти іншою дорогою, але потрапляє під обвал. Після того настає вода з ящерами. Менні намагається врятувати Еллі, але його тягне на дно Крітейшес. Менні виривається з лап чудовиськ, він ставить колоду під дірку в скелі, намагаючись відсунути скелю, але у нього не вистачає сил, і він здогадується використовувати силу Крітейшеса та Мейлстрома. Менні заманює монстрів, вони відсувають цю скелю, але їх завалює інша. Менні звільняє Еллі, і вони розуміють, що скоро потонуть, але їх рятує Скрет. Намагаючись забратися на льодовик, він робить дірку в ньому і вся вода йде. Менні розуміє, що він не останній мамут, бо всі його друзі перебороли свої страхи та залишилися жити в долині. У цей час Скрет, який загинув, впавши в тріщину в льодовику, потрапляє в білячий рай. Скрет щасливий: він зауважує гігантський жолудь, але білку оживляє Сід, зробивши їй штучне дихання. Білка злиться і нападає на лінивця.

## У ролях
- Джон Легвізамо — лінивець Сід
- Рей Романо — мамут Манфред (Менні)
- Деніс Лірі — шаблезубий тигр Дієго
- Квін Латіфа — мамонтиця Еллі
- Шон Вільям Скотт — опосум Креш
- Джош Пек — опосум Едді
- Кріс Ведж[en] — шаблезуба вивірка Скрет
- Стівен Рут — батько мурахоїд

## Український дубляж

### Онлайн-кінотеатральний дубляж студії«Цікава ідея»(2012)
- Менні, Сід, Едді — Роман Чупіс
- Креш — Олександр Погребняк

### Телевізійний дубляж студії«1+1»(2012)
- Менні — Олег Лепенець
- Сід — Павло Скороходько
- Дієґо — Михайло Жонін
- Еллі — Олена Яблочна
- Креш — Олександр Погребняк
- Едді — Юрій Кудрявець
- А також: Євген Пашин, Анатолій Зіновенко, Максим Кондратюк, Дмитро Завадський, Юрій Коваленко, Андрій Твердак, Ганна Левченко, Лідія Муращенко, Ольга Радчук, Катерина Буцька та інші.
- Диктор — Дмитро Завадський

## Відгуки
Мультфільм отримав різні відгуки кінокритиків. Згідно Rotten Tomatoes, серед всіх рецензій, 58% — позитивні. Загальний висновок сайту говорить: «Для дітей це суцільна насолода, але дорослі будуть хотіти частіше бачити в кадрі німу білку та рідше — головних героїв». На сайті Metacritic середня оцінка становить 66 з 100. Один з найавторитетніших критиків Роджер Еберт у своєму огляді для видання «Chicago Sun-Times» присудив мультфільму 2,5 зірки з 4-х можливих, написавши: «Перший мультфільм практично вичерпав весь потенціал цих героїв та їхнього світу, і продовження не додає майже нічого нового».
Алекс Екслер фільм сподобався. Свою рецензію він починає з порівняння з першою частиною мультфільму. Він вважає, що друга частина явно виграє з кількох причин: наявність принципово нових персонажів (Екслер особливо захоплюється двома братами-опосумами); частішими появами в кадрі білки Скрета; абсолютно шедевральним епізодом з грифами в передчутті обіду та відсутністю людей. «Кумедний мультик, який цілком можна подивитися і дорослим, і дітям — як разом, так і окремо» — резюмує рецензент. З Екслером згоден і Роман Корнєєв, який сказав, що творці фільму позбулися всіх недоліків першої частини, а її переваги вивели на перший план, забезпечивши, при цьому, другу частину власними сильними сторонами..
Михайло Судаков також не втримався від порівняння з першою частиною: «Льодовиковий період 2» став куди чесніше, щиріше перед публікою. Аршинна напис на лобі «Хочу торкнутися за живе» змінилася на «Хочу розважати», а достукатися до аудиторії таким чином, як показує практика, часом значно простіше". Лідія Маслова з газети «Коммерсантъ» більше згодна з західними критиками, ніж з російськими. Вона вважає, що історія трьох головних героїв вже висушена, а уваги у мультику заслуговує хіба що лише білка Скрет. Коли на перший план виходить безсловесний епізодичний персонаж, який не має відношення до основного сюжету — це, за словами Маслової, «свідчить про сумні тенденції в сучасній анімації: чим більше відточують до крижаного блиску своє мистецтво фахівці з комп'ютерної графіки, тим глобальніше плавляться мізки у фахівців, відповідальних за історію, персонажів та діалоги».

## Саундтрек
Музика Джона Павелла; У саундтреку також присутня пісня «Food, Glorious Food» з мюзиклу «Олівер!». Джон Павелл також написав нову музику для фільму, який замінив на теми пісень з попереднього фільму.
У фіналі фільму, коли Скрет підходить до райських жолудевих воріт, звучить музичний фрагмент з балету Арама Хачатуряна «Спартак» (дует Спартака та Фригії); він був вставлений у фільм практично без змін, проте жодної згадки про факт запозичення в даних про саундтрек фільму немає. Саундтрек записаний оркестром Hollywood Studio Symphony.
Ice Age: The Meltdown написаний Джоном Пауеллом і був випущений 28 березня 2006.
| #     | Назва                                | Тривалість |
| ----- | ------------------------------------ | ---------- |
| 1.    | «The Waterpark»                      | 2:24       |
| 2.    | «The Vulture of Doom»                | 1:19       |
| 3.    | «Migration»                          | 3:32       |
| 4.    | «Call of the Mammoth»                | 1:52       |
| 5.    | «Sad Manny and the Possums»          | 1:44       |
| 6.    | «Manny and Ellie Meet»               | 3:44       |
| 7.    | «Traveling with the Possums»         | 2:00       |
| 8.    | «12 Ton Mammoth & a 10 Ton Possum»   | 1:55       |
| 9.    | «Attack from Below the Ice»          | 2:04       |
| 10.   | «Extreme Possum»                     | 1:50       |
| 11.   | «Who Will Join Me on the Dung Heap?» | 0:44       |
| 12.   | «Log Moving»                         | 0:59       |
| 13.   | «Ellie Remembers»                    | 2:41       |
| 14.   | «Foggy Balance»                      | 3:53       |
| 15.   | «Goodnight Sweet Possums»            | 0:48       |
| 16.   | «Kidnapped»                          | 0:56       |
| 17.   | «Sid's Sing-A-Long»                  | 2:08       |
| 18.   | «Food Glorious Food»                 | 1:34       |
| 19.   | «The Boat and the Geysers»           | 2:40       |
| 20.   | «The Dam Breaks»                     | 1:54       |
| 21.   | «Ellie Gets Trapped»                 | 0:32       |
| 22.   | «Manny to the Rescue»                | 2:08       |
| 23.   | «Rescues All Around»                 | 3:05       |
| 24.   | «Scrat to the Rescue»                | 1:28       |
| 25.   | «The Water Recedes»                  | 1:52       |
| 26.   | «Mammoths»                           | 1:24       |
| 27.   | «With the Herd»                      | 0:25       |
| 28.   | «Into the Sunset»                    | 3:00       |
| 29.   | «The Pearly Gates»                   | 1:32       |
| 30.   | «CPR»                                | 0:14       |
| 31.   | «Mini-Sloths Sing-A-Long»            | 2:13       |
| 32.   | «The Meltdown»                       | 4:24       |
| 62:58 |                                      |            |